# Scotogramma eversmanni
Scotogramma eversmanni là một loài bướm đêm trong họ Noctuidae.